# Johan Adolfsson (spelman)
Johan Albert Adolfsson, född 3 februari 1864 i Röks socken, Östergötlands län, död 25 februari 1943 i Högby socken, Östergötlands län, var en svensk spelman och tonsättare. 

## Biografi
Adolfsson föddes 3 februari 1864 på Stengård i Röks socken. Han var son till mjölnaren Adolf Gustafsson (född 1836) och Johanna Sofia Carlsdotter (född 1841). 1868 flyttar familjen till Rogslösa väderkvarn i Rogslösa socken. Där hans far arbetade som mjölnare. Familjen flyttade 1872 till Stavlösa i Orlunda socken. Adolfssons farfar Gösta var soldat och spelade fiol. Han fick under sina barndoms år höra honom spela fiol och när han var 13 år spelade han fiol på egen hand. När farfadern avled kom Adolfsson att ägna sig åt fiolen.
Adolfsson började 1881 att arbeta som dräng på Vistena Askegård i Allhelgona socken. Och 1886 på Hinstorp i Skeppsås socken. År 1887 flyttade han till Vistena Askegård. Han gifte sig 21 oktober 1888 i Klockrike med Hilma Johansdotter (1866-). År 1889 började Adolfsson att arbeta som statare och de flyttade de till Stora Berga Lillgården i Klockrike socken. De flyttade 1890 till Ljungstorp under Ballinge Frälsegård, Älvestads socken och bodde där fram till 1892 då de flyttade till Fornåsa socken. I Fornåsa bosätter de sig på ett torp vid namn Sörtorp under Esplunda Skattegård.
De bodde där fram till 1916 då de gick skilda vägar och Adolfsson flyttade till Hjälmestad i Normlösa socken. 1919 bosatte han sig på Ullevi Domaregård i Järstads socken. Adolfsson flyttade 15 mars 1923 till Stålefall i Åsbo socken. 1923 flyttade han till Beletorp i Hogstads socken. 1938 flyttade han till Ullekalv Pilgård i Högby socken. Adolfsson avled där 25 februari 1943.
Adolfsson lärde sig spela de flesta melodier av spelmannen Nils Gustaf Viström i Linköping. Vilken han under en tid fick lära sig låtar av. När Adolfsson spelade tog han stråken närmre mitten.

## Verklista
- Polska i G-dur, efter Nils Gustaf Viström.[7]
- Polska i G-dur, efter Anders Petter Andersson[särskiljning behövs], Orlunda socken.[7]
- Polska i G-dur. Adolfsson trodde att polska gick i "halvmoll", han hade lärt sig den av Oskar Svensson i Hogstads socken. Som hade kommit hem från Amerika.[7]
- Vals i G-dur, efter Nils Gustaf Viström.[7]